# Бочурко, Николай Григорьевич
Николай Григорьевич Бочурко (1904 — 1942) — советский полярный моряк.

## Биография
Родился в семье железнодорожного мастера. С 1920 начал работать на судах пароходства. С 1924 состоял в ВЛКСМ, через два года стал членом ВКП(б). Окончил Архангельский морской техникум в 1932. В 1934 был парторгом ледокола «Садко». Ходил в море на ледорезе «Фёдор Литке» с 1935 до 1940, пройдя карьеру от 3-го до старшего механика. Участвовал в проводке кораблей и торговых судов по трассе Северного морского пути в первые годы освоения оного. Летом 1940 назначен старшим механиком ледокольного парохода «Александр Сибиряков». 25 августа 1942 около острова Белуха в Карском море корабль вступил в бой с тяжёлым крейсером кригсмарине (рейдером) «Адмирал Шеер». После того, как выжившая часть команды эвакуировалась с повреждённого ледокола, по приказу оставшегося на тонущем корабле комиссара З. А. Элимелаха открыл кингстоны. Погиб вместе с комиссаром и кораблём. В литературе встречаются утверждения, что выполнил приказ капитана А. А. Качарава, однако тот был с ранением эвакуирован на шлюпку.

## Семья
- сестра — Ольга Григорьевна Борзая, проживала в Архангельске.
- жена — Мария Петровна Бочурко;
- дочь — Нонна Николаевна Кулюкина, медицинский работник в Москве.

## Память
- Именем назван остров в Карском море и в группе Северо‑Восточных островов к востоку от острова Диксон в 1962.
- По событию в 1989 снят кинофильм Операция «Вундерланд», роль исполнил В. П. Павлов.